# Moord op JonBenét Ramsey

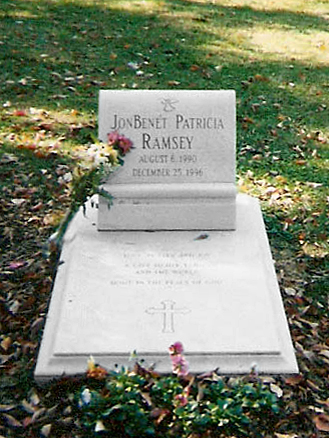
Het graf van JonBenét Ramsey op het Saint James Episcopal Cemetery in Marietta (Georgia)

De moord op JonBenét Ramsey was een gebeurtenis op 25 december 1996 in Boulder in de Amerikaanse staat Colorado.
Het zesjarig schoonheidskoninginnetje en de winnares van vele missverkiezingen JonBenét Patricia Ramsey (geboren op 6 augustus 1990) werd die dag vermoord gevonden in de kelder van haar ouderlijk huis in Boulder, acht uur nadat ze als vermist opgegeven was. De zaak trok veel internationale media-aandacht, omdat er in eerste instantie geen mogelijke moordenaar gevonden werd en uiteindelijk zelfs de ouders als belangrijkste verdachten werden aangemerkt. De gruwelijke details van de zaak werden door vele boeken, artikelen en documentaires uitgelicht.
De zaak kwam bijna tien jaar later weer volop in het internationale nieuws toen op 16 augustus 2006 een verdachte gearresteerd werd in Bangkok, Thailand, die echter uiteindelijk vrijgesproken zou worden van alle beschuldigingen.

## Leven
JonBenét werd geboren in een ziekenhuis in Atlanta (Georgia) en verhuisde op eenjarige leeftijd met haar gezin naar Colorado. Haar naam is een combinatie van haar vaders voornamen: John Bennet. Haar moeder, Patsy Ramsey, gaf haar dochter op voor talrijke missverkiezingen in verschillende staten. In sommige gevallen sponsorde ze zelfs de wedstrijden waar JonBenét aan meedeed. Patsy Ramsey was zelf een ex-miss: in 1977 werd zij Miss West Virginia, net als haar zus, drie jaar later. De vader van JonBenét is een rijke zakenman en directeur van een Amerikaans computerbedrijf. Het gezin had een buitenhuis aan een meer in Michigan.
JonBenét won verschillende verkiezingen, waaronder America's Royal Miss, Colorado State All-Star Kids Cover Girl, Little Miss Charlevoix Michigan, Little Miss Colorado, Little Miss Merry Christmas, Little Miss Sunburst en National Tiny Miss Beauty.
Vader John vond het levenloze lichaam van zijn dochter in de kelder van hun villa in Boulder op 26 december 1996.
JonBenét ligt begraven op een kerkhof in Georgia, naast haar moeder (die in juni 2006 overleed) en Elizabeth Ramsey, een kind uit John Ramseys eerste huwelijk, dat in 1992 omkwam bij een verkeersongeluk. In totaal liggen er dertien familieleden begraven op dit kerkhof.

## Moordzaak
Op 26 december 1996 ontdekte Patsy Ramsey naar eigen zeggen dat haar dochter was ontvoerd, nadat ze een losgeldeis van $118.000 had gevonden, in de villa. Hoewel de ontvoerder de ouders verbood contact op te nemen met familie en politie, belde Patsy de politie toch en nodigde ze familie en vrienden bij haar thuis uit. De lokale politie onderzocht het hele huis, maar vond nergens sporen van inbraak. In de eis stond dat JonBenét zou worden vrijgelaten, nadat het losgeld afgeleverd en geteld zou zijn.
Op die middag verzocht rechercheur Arndt een vriend van de ouders, Fleet White, om met John Ramsey te zoeken naar "ongewone dingen". John en twee vrienden begonnen hun zoektocht in de kelder. Daar vond hij in de wijnkelder het lichaam van zijn dochter, bedekt met een wit laken. John droeg zijn dochter naar boven en legde haar op de vloer in de gang. Arndt verplaatste haar later naar de voet van de kerstboom. Nog later werd het lichaam in opdracht van de politie naar elders verplaatst, voor het onderzoek. Dit onder het oog van haar beide ouders.
Uit de autopsie op het lichaam van JonBenét bleek dat ze was overleden aan wurging en een schedelfractuur. Een garrote gemaakt van nylondraad en het handvat van een verfkwast was gebruikt om haar te wurgen. Haar schedel had ernstig letsel opgelopen en ze was mogelijk ook seksueel misbruikt. De andere helft van de verfkwast werd gevonden in een doos met kunstgerei van Patsy Ramsey. Experts zeiden dat bij het maken van de garrote een goede kennis van knopen benodigd was. De lijkschouwing bracht verder ook aan de oppervlakte dat JonBenét een paar uur voor haar dood ananas gegeten had, waar haar moeder naar eigen zeggen niets van wist.

### Aanwijzingen
Politieonderzoekers in en rond het huis ontdekten de volgende aanwijzingen, die door sommigen als bewijs voor indringen werden opgevat:
- twee ongelijke voetstapafdrukken die niet overeenkwamen met welk paar schoenen dan ook in het huis
- een derde schoenafdruk van een onbekend persoon aan de buitenkant van het raam van de wijnkelder, waarvan John zei dat het niet meer werkte
- een mogelijke schoenafdruk op een koffer die onder het raam was geplaatst
- een onbekend touw dat werd gevonden op het bed van de logeerkamer, net naast JonBenéts kamer
- fysieke sporen op het lichaam van JonBenét die duiden op het gebruik van een verdovingspistool
- een bloedspoor op de onderbroek van JonBenét dat niet overeenkwam met het bloed van een bekende verdachte
- DNA onder de nagels van JonBenét dat niet van iemand in het huis afkomstig was

### Losgeldeis
Onderzoek wees uit dat de twee pagina's tellende eis van de ontvoerder was geschreven op een schrijfblok van het gezin Ramsey. Een pen van het merk Sharpie, die ook gebruikt moest zijn bij het schrijven van de eis, werd gevonden in een prullenbak in de keuken van het huis, samen met andere pennen van hetzelfde type. Volgens de FBI werd er ook een kladversie van de losgeldeis gevonden op het schrijfblok. Er werden echter geen vingerafdrukken gevonden op het papier. De tekst van de brief bevatte veel rare onderdelen, waaronder de losgeldeis van $118.000. John Ramsey verdiende dat jaar, misschien per toeval, een bonus van $118.117,50. Tijdens verder onderzoek maakte de politie bekend dat John Ramseys Bijbel opengeslagen werd gevonden in zijn kantoor bij Psalm 118. Verder vonden ze het geldbedrag dat werd geëist opvallend laag in verhouding tot het inkomen van John Ramsey.
Het handschrift van verscheidene mogelijke verdachten werd door onderzoekers vergeleken met dat van de geldeis. Forensische analisten pleitten iedereen vrij van het schrijven van de brief behalve Patsy Ramsey omdat haar handschrift enkele gelijkenissen vertoonde.

### Verdachten
In het onderzoek kwamen in alle daaropvolgende jaren meerdere verdachten in beeld, maar dat heeft vooralsnog nooit tot een veroordeling geleid. Voor een lange tijd werden haar ouders verdacht en later ook haar broer Burke.

### Verdere ontwikkelingen
In december 2003 had forensisch onderzoek genoeg materiaal verzameld van de bloedsporen op de onderbroek van JonBenét om tot een DNA-profiel te komen. Het DNA was van een onbekende man en werd toegevoegd aan de database van de FBI, waar meer dan 1,6 miljoen profielen van met name veroordeelde misdadigers in zitten. Het kwam vooralsnog niet overeen met een ander profiel, maar het zou iedere week opnieuw bekeken worden.
Onderzoek wees later ook uit dat er meer dan 100 inbraken bekend waren in de buurt van het huis van de Ramseys in de maanden voor de moord op JonBenét en dat 28 geregistreerde seksueel misbruikers in een straal van 3,5 kilometer rond het ouderlijk huis woonden.
JonBenéts moeder overleed op 24 juni 2006 aan eierstokkanker, op de leeftijd van 49 jaar. Ze streed al tegen de ziekte, sinds de diagnose in 1993. In 2003 leek ze die nochtans overwonnen te hebben.